# Dolicorrincop
Els dolicorrincops (Dolichorhynchops) són un gènere de plesiosaure que visqué al Cretaci superior al que avui en dia és Nord-amèrica. Es coneixen dues espècies d'aquest gènere, D. osborni i D. herschelensis.